# 官田
官田（かんでん）は日本と中国で用法が異なる。

## 日本
古代日本において皇室・朝廷が所有する田地を言い、時代によって異なる。

### 養老令の官田
『養老令』制において、畿内4国に設置された天皇供御（くご）の食料田が官田として規定された。大化以前の屯田（みた）・御宅（みやけ）に由来し、『大宝令』では屯田といい、『延喜式』では三宅田という。
大和・摂津・河内・山背国に設置された、宮内省が管理する総計100町の水田で、宮内省所管諸司の伴部、使部等が田司（大宝令は屯司）として派遣されて経営にあたり、班田農民の雑徭によって耕作された。
官田には2町に1頭の割合で牛が配され、耕作に使用された。この牛は富裕戸によって1頭ずつ飼養された。『延喜式』では和泉国を含めて86町あり、宮内省営田と各国営田があるが、経営の責任者は共に国司に委された。

### 平安期の畿内官田
元慶3年（879年）に五畿内諸国に設置された官人給与に充てる計4000町の官田が設定された。これは元慶官田とも畿内官田とも呼ばれている。この官田は正長に請け負わせ、営料を与えて所定の穫稲を収取する直営的経営の方式と、地子制または賃租制による方式とがある。
元慶5年（881年）には、官田の一部を割いて、諸司要劇料（しょしようげきりょう、元は多忙な劇官のみに支給、後に一般化した）と番上粮料等に充てるよう、制度改正が為された。なお、この時に官司による諸司田の設置も認められるようになり、当該官司の職員の給与の一部にあてられた。

## 中国
宋代以降における朝廷所有の田地のこと。従来の公田に代わって用いられた概念である。

### 設立の経緯
8世紀半ばに両税法が施行され、土地を所有する個人への課税率がそれまでと比較して低率に抑えられたが、その一方で、中央官僚は科挙による人材登用が本格化して増加し、周辺異民族も不穏な動きを見せているため、軍事費、人事経費が膨大なものとなり、これを賄うために、朝廷は専売制度を復活させて財政の立て直しを図る共に、国家の直接所有地（官田）を設定して民間に貸し出し、小作料である高税率の公課（租）を徴収するようになった。

### 官田の内容
宋代の官田は、主に以下の4つから形成された（元代からは3・4が主流となった）
1. 低湿地・砂地などの国家による開墾
2. 国家による民有地の半強制的買上げ
3. 戦乱・逃亡後の荒廃地の収用
4. 犯罪者（官僚・土豪）の財産没収

宋代の官田は、民田が州・県などの地方政府によって管理されるのに対し、官田を専管する中央官庁の下に置かれ、国家は契約した小作人（官佃戸）から租を徴収していたが、元・明代が下るにつれて、官田の多くは民田と共に地方政府によって管理されるようになった。明代になると、官田の租も税（官田税糧）と呼ばれるようになった。

### 官田の経営
官田の小作人には零細農民だけではなく、地主層も少なくなかった。彼ら地主層の中には、特権的地位と財力に物を謂わせて大量の官田の経営を国家から委ねられる者もいた。また官田の耕作権は、民田の所有権と同様に売買が可能であり、地主層による官田の耕作権の集約も行われた。地主は、こうして国家から官田の小作を請け負い、これを又小作に出した。従って、官田においても、民田の場合と同じく小作制（地主佃戸制）が発達した。
官田は全国各地に置かれたが、最も農業生産力が高い長江下流南岸のデルタ地帯では、南宋の頃から多くの土地が官田化され、明代の初めには、常州・鎮江・蘇州・松江・湖州・嘉興の6府の農地の45%が官田で占められた。
明代の官田の税は民間の小作料よりは低かったが、それでも例えば蘇州府では1畝当たりの平均税率がその4割にも達し、官倉への輸送費用も自弁であったため、その負担はかなり重く、官田の税の納入者への様々な優遇措置も、官田と民田との負担格差を是正する事は出来なかった。そのため、小規模農民や中小規模の地主を問わず、滞納や逃亡、民田への不正な登録変更などが相次ぎ、国家は安定した収入を得る事が出来なくなった。

### 官田の消滅
16世紀前半には、各地で県を単位とした官田と民田の税率一本化が進められ、中頃には官田は基本的に消滅した。
明・清代においては、官田の一部として皇室の直轄地（明代=皇荘、清代=内務府官荘）があるほか、両時代とも各軍営や辺境の要地には屯田が置かれ、府学・州学・県学など地方の官立学校にも学田が付設された。
清代には満州族の扶養のための旗地が設けられた。しかしこれらには宋～明中葉の一般官田のように国家財政収入を支える国有地としての意味はなく、学田を除くと、利用を許可された個人の私有地の性質を帯びた。官田の消滅には、明代後半期から長江デルタ地帯を中心に各地で強まった、土地に対する公課負担均等化への社会的要請が大きい。
金花銀（きんかぎん）賦課を嚆矢とする租税の銀納化や一条鞭法（いちじょうべんぼう）による金公課の一元化も官田問題の解決を重要な契機として推進された。